# 2776 Baikal
A 2776 Baikal (ideiglenes jelöléssel 1976 SZ7) a Naprendszer kisbolygóövében található aszteroida. Nyikolaj Sztyepanovics Csernih fedezte fel 1976. szeptember 25-én.